# Epinetron

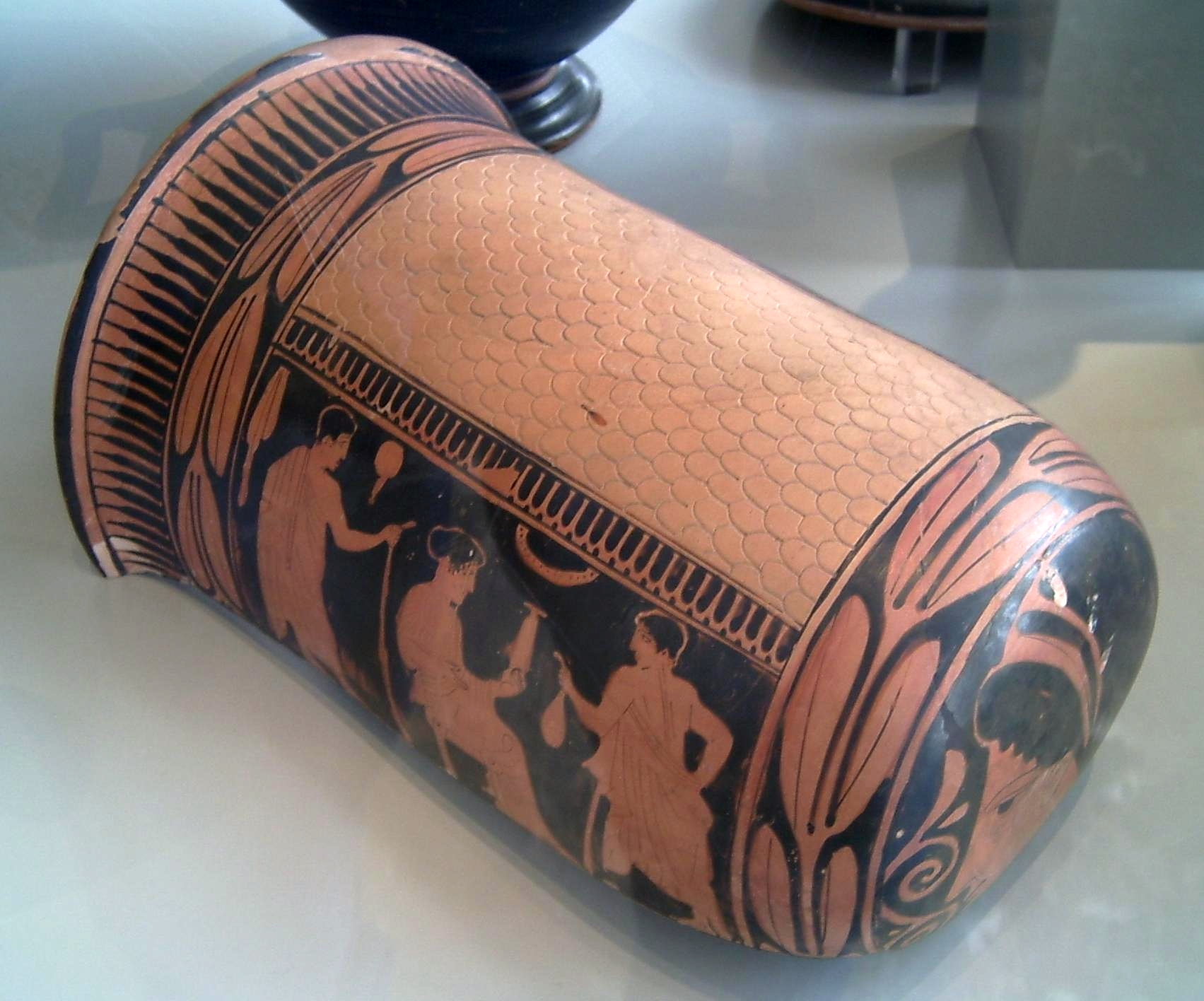
Attycki epinetron czerwonofigurowy ze scenami z życia kobiet (ok. 450 p.n.e.), Antikensammlung (Berlin)

Epinetron (stgr. ἐπίνητρον, lm ἐπίνητρα epinetra), inaczej onos (όνος) – starogrecki wyrób ceramiczny, rodzaj pokrywy używanej przez prządki.
Półcylindryczna pokrywa z wypalanej gliny (rzadziej z drewna), umieszczana dla osłony na udzie prządki podczas skręcania wełny w prowizoryczną nić. W ceramice starożytnej Grecji przedmiot nie będący w istocie naczyniem użytkowym, dziś jednak włączany do nich, gdyż był dekorowany podobnie jak one. Wykonywany w kształcie przepołowionego cylindra, zasklepionego na węższym końcu, a na przeciwległym – otwartego, często otoczonego kryzą; górnej powierzchni nie zdobiono, lecz pokrywano plastycznym wzorem drobnych łusek. Jego funkcję i użycie opisał w swym leksykonie Hezychiusz Aleksandryjczyk, objaśnił go także Juliusz Polluks w Onomasticonie (VII 32, X 125).
W ceramice starogreckiej występuje od połowy VI wieku p.n.e., a upowszechnia się w V stuleciu jako obiekt dekorowany najpierw w technice czarnofigurowej, następnie w czerwonofigurowej. Oprócz funkcji użytkowo-domowej epinetrony zyskały wtórnie istotne znaczenie związane z praktykami kultowymi. Wychodzącym za mąż dziewczętom wręczano je jako dar ślubny – zdobione wówczas plastycznie głową (lub popiersiem) Afrodyty i malowanymi scenami tkających kobiet, zaślubin (godów) albo przedstawieniami amazonek. Składano je też na grobach młodych, niezamężnych kobiet, a także ofiarowywano w świątyniach jako dar dla Ateny (zwłaszcza na ateńskim Akropolu).
Przypuszczalnie najbardziej znany jest epinetron znaleziony w Eretrii, od którego utworzono miano nowego rozpoznanego twórcy – Malarza z Eretrii. Eponimiczne naczynie zakończone w części szczytowej popiersiem kobiecym (być może Afrodyty), zdobione jest scenami przedstawiającymi gody Alkestis, Peleusa i Tetydy oraz Harmonii, co wskazuje, że najpewniej było darem ślubnym. 
W zbiorach warszawskiego Muzeum Narodowego znajduje się czarnofigurowy epinetron Grupy Golonosa z początku V wieku p.n.e. (nr inw. 142454MNW) z metopowym przedstawieniem siedzących par mężczyzn i kobiet zwijających wełnę.